# Trifolium gemellum
Trifolium gemellum är en ärtväxtart som beskrevs av Carl Ludwig von Willdenow. Trifolium gemellum ingår i släktet klövrar, och familjen ärtväxter. Inga underarter finns listade i Catalogue of Life.